# Lebanon (Indiana)
Pour les articles homonymes, voir Lebanon.
La ville de Lebanon est le siège du comté de Boone, situé dans l’Indiana, aux États-Unis. En 2012, sa population s’élevait à 15 715 habitants.

## Source
- (en) Cet article est partiellement ou en totalité issu de l’article de Wikipédia en anglais intitulé « Lebanon, Indiana » (voir la liste des auteurs).